# Angels with Dirty Faces
Angels with Dirty Faces is een gangsterfilm uit 1938 van regisseur Michael Curtiz. De hoofdrollen worden vertolkt door James Cagney, Pat O'Brien en Humphrey Bogart. De film werd genomineerd voor drie Oscars.

## Verhaal
Rocky Sullivan en Jerry Connolly zijn twee jeugdvrienden. Wanneer ze samen een treinwagon openbreken om de lading te stelen, worden ze betrapt door de politie. Rocky wordt opgepakt en Jerry weet te ontsnappen. Na enkele jaren in een opvoedingsgesticht begint Rocky het leven van een gangster te leiden. Na zo'n 15 jaar, waarin hij voortdurend in en uit de gevangenis vliegt, besluit hij zijn oude jeugdvriend op te zoeken.
Jerry is ondertussen een priester geworden en houdt zich bezig met het heropvoeden van criminele jongeren. Zijn droom is het oprichten van een jongerencentrum waarmee hij de kleine boefjes van de straten kan houden. Maar de priester heeft niet de invloed die Rocky wel heeft. Rocky, de topgangster, is in de ogen van de jongens een held. Ze luisteren naar hem en doen er alles aan om zoals hem te worden. Enerzijds gebruikt Rocky zijn invloed om de jongens op het rechte pad te helpen, maar anderzijds gebruikt hij ze ook om geld te verdienen.
Rocky besluit ook om z'n advocaat James Frazier een bezoekje te brengen. Terwijl Rocky in de gevangenis zat, werkte Frazier zich op naar de top in het misdaadmilieu. De twee maakten een deal: Frazier en Rocky gingen samenwerken zodra Rocky vrijkwam. Frazier die Rocky liever kwijt dan rijk is, laat hem achtervolgen. Maar Rocky laat zich niet zo maar vermoorden. Hij steelt alle waardevolle documenten van Frazier om zich zo van een plaats in de bende van maffiabaas Mac Keefer te verzekeren. Tegen de zin van zowel Keefer als Frazier krijgt Rocky een belangrijke rol in hun bende.
Maar Jerry is het beu om te zien hoe jongeren opkijken naar gangsters zoals Rocky en besluit de misdadigers aan te klagen. Rocky laat zijn oude vriend doen, maar wordt verplicht in te grijpen wanneer Keefer voorstelt om Jerry te vermoorden. Rocky schiet zowel Keefer als Frazier dood en gaat op de vlucht voor de politie. Hij wordt even later ingesloten en gebruikt Jerry om te ontsnappen. Maar Rocky raakt niet ver en de politie pakt hem op. Op z'n proces wordt hij schuldig bevonden en ter dood veroordeeld. Rocky is van plan te sterven zoals hij leefde: met een grote mond.
Maar dan komt priester Jerry hem vragen dat net niet te doen. Hij wil dat zijn jeugdvriend al schreeuwend naar de elektrische stoel wandelt. Hij wil dat Rocky sterft als een lafaard, zodat de jongeren niet meer naar hem zullen opkijken. Rocky weigert, zijn stoere praat is het enige dat hij nog heeft en dat wil hij niet afstaan. Maar net voor z'n executie begint hij te roepen. Alle reporters die aanwezig zijn, geloven hun oren niet. De volgende dag staan alle kranten vol: Rocky stierf als een lafaard.

## Rolverdeling
| Acteur          | Personage      |
| --------------- | -------------- |
| James Cagney    | Rocky Sullivan |
| Pat O'Brien     | Jerry Connolly |
| Humphrey Bogart | James Frazier  |
| Ann Sheridan    | Laury Ferguson |
| George Bancroft | Mac Keefer     |

## Oscarnominaties
- Best Director - Michael Curtiz
- Best Actor in a Leading Role - James Cagney
- Best Writing, Original Story - Rowland Brown

## Feiten
- Ook naast de set had James Cagney de meeste invloed op de jonge acteurs. Op een dag hadden ze Humphrey Bogart ingesloten en z'n broek gestolen. Wanneer een van de jongeren probeerde om Cagney te plagen, gaf hij de jongen een mep boven z'n neus. Sindsdien luisterden ze ook naast de set naar hem.
- Om de rol van Rocky tot een goed einde te brengen, baseerde Cagney zich op z'n eigen jeugd in Hell's Kitchen. Zo herinnerde hij zich een pooier die steeds met z'n nek bewoog, aan z'n broek trok en zei: "Whadda ya hear! Whadda ya say!" Ook Rocky doet dit een paar keer in de film.
- In de film zitten enkele ongebruikte beelden van de gangsterfilm The Public Enemy (1931).
- Vele critici vroegen zich na de film af of Rocky deed alsof hij stierf als een lafaard of dat hij echt stierf als een lafaard. Cagney zelf zegt dat hij het zo speelde dat het publiek zelf kon kiezen.